# Tente ta chance
Pour les articles homonymes, voir Taking Chances.
Tente ta chance (Taking Chances), est un film américain réalisé par Talmage Cooley, sorti en 2009.

## Synopsis
Chase Revere, jeune homme solitaire et excentrique, est trop occupé par son travail au musée local pour avoir une vie sociale, et encore plus pour s'intéresser aux filles.
Mais sa vie va basculer le jour où il rencontre la jolie et malicieuse Lucy, avec qui il va tenter d'empêcher la construction d'un casino sur le terrain de jeux historique de la ville.
Chase va tenter le tout pour le tout afin de contrer les plans du maire et conquérir le cœur de la belle.

## Fiche technique
- Musique : Scott Glasgow

## Distribution
- Justin Long (VF : Cédric Chevalme) : Chase Revere
- Emmanuelle Chriqui (VF : Isabelle Volpe) : Lucy
- Rob Corddry (VF : Charles Borg) : le maire Cleveland Fishback
- Keir O'Donnell : Digger Morris
- Missi Pyle : Faith Fishback
- David Jensen (VF : Francis Benoît) : le chef Samuel Many Bulls
- Jimmi Simpson (VF : Jean-Marco Montalto) : Charlie Carbonara
- Brian Howe (VF : Jean-Pierre Leblan) : Stover Barksdale
- Nick Offerman : le shérif Hoke Hollander
- Phil Reeves : Stanton Revere
- Robert Beltran : Joseph Sleeping Bear
- Kimberly Guerrero : Mary Born Kicking
- Martin Beck : le mendiant
- Kendrick Cross : l'avocat
- Jacob Dietrich : Bobby Barksdale
- Vickie Eng : Kitty Truslow
- Brett Gentile : John
- Bridget Gethins : Bird Two Feather
- Michael Harding : Bob Shifflett
- Brian Huskey : Edwin Goosewiite

Source et légende : Version française (VF) sur RS Doublage et selon le carton du doublage français sur le DVD zone 2.